# Into the Labyrinth
Albums de Dead Can Dance
A Passage in Time
(1991) Toward the Within
(1994)
Into the Labyrinth est le titre du sixième album réalisé par le groupe Dead Can Dance. Il est paru le 13 septembre 1993 sous le numéro de catalogue CAD3013 chez 4AD.
Les influences de musiques du monde, déjà manifestes sur les opus précédents, sont ici plus présentes.

## Morceaux de l'album
1. Yulunga (Spirit Dance) – 6:56
2. The Ubiquitous Mr Lovegrove – 6:17
3. The Wind That Shakes the Barley – 2:49
4. The Carnival Is Over – 5:28
5. Ariadne – 1:54
6. Saldek – 1:07
7. Towards the Within – 7:06
8. Tell Me About the Forest (You Once Called Home) – 5:42
9. The Spider's Stratagem – 6:42
10. Emmeleia – 2:04
11. How Fortunate The Man With None – 9:15